# Hazard (Nebraska)
Hazard es una villa ubicada en el condado de Sherman en el estado estadounidense de Nebraska. En el Censo de 2010 tenía una población de 70 habitantes y una densidad poblacional de 105,57 personas por km².

## Geografía
Hazard se encuentra ubicada en las coordenadas 41°5′30″N 99°4′38″O / 41.09167, -99.07722. Según la Oficina del Censo de los Estados Unidos, Hazard tiene una superficie total de 0.66 km², de la cual 0.66 km² corresponden a tierra firme y (0%) 0 km² es agua.

## Demografía
Según el censo de 2010, había 70 personas residiendo en Hazard. La densidad de población era de 105,57 hab./km². De los 70 habitantes, Hazard estaba compuesto por el 98.57% blancos, el 0% eran afroamericanos, el 0% eran amerindios, el 0% eran asiáticos, el 0% eran isleños del Pacífico, el 0% eran de otras razas y el 1.43% pertenecían a dos o más razas. Del total de la población el 5.71% eran hispanos o latinos de cualquier raza.